# Suomen ilmavoimat
Il Suomen ilmavoimat (in svedese Finlands luftkrafter), letteralmente "forze aeree finlandesi", o semplicemente Ilmavoimat, è l'attuale aeronautica militare della Finlandia e parte integrante delle forze armate finlandesi.

## Storia
Durante la guerra civile finlandese, la Guardia Bianca dovette ricorrere a piloti stranieri ed acquistare velivoli sul mercato estero. Ufficialmente la Svezia volle conservare la neutralità non schierandosi e rifiutando l'invio di uomini e mezzi, ma tra i cittadini svedesi era presente un movimento di solidarietà che simpatizzava per i Bianchi finlandesi. 
L'editore del quotidiano svedese Aftonbladet, Waldemar Langlet, riuscì ad acquistare un N.A.B. Albatros dall'azienda Nordiska Aviatik A.B. con i fondi raccolti attraverso l'organizzazione Finlands vänner (in svedese "amici della Finlandia"). Questo è stato il primo velivolo proveniente dalla Svezia, arrivato in territorio finlandese via Haparanda il 25 febbraio 1918, pilotato dagli svedesi John-Allan Hygerth – che il successivo 10 marzo divenne il primo comandante delle forze aeree finlandesi – e Per Svanbäck. Durante il tragitto fecero una sosta a Kokkola e successivamente dovettero effettuare un atterraggio di fortuna a Jakobstad a causa di un'avaria al motore. Al velivolo venne assegnata più tardi la denominazione F.2 (dallo svedese Flygmaskin, velivolo).
Il secondo velivolo, un Thulin Typ D, acquisito dalle forze armate dal "governo bianco" venne fornito dal conte svedese Eric von Rosen. Il tenente pilota Nils Kindberg condusse il velivolo fino a Vaasa il 6 marzo 1918 con von Rosen accanto come passeggero. Dato che il velivolo era stato consegnato contro la volontà del governo svedese, e che non era stato fornito alcun permesso di volo, Kindberg venne multato di 100 corone per aver lasciato il paese senza permesso. Questo è considerato da alcuni il primo velivolo della costituenda Ilmavoimat in quanto durante la guerra civile non era ancora stata costituita una forza aerea nazionale ed il "governo rosso" utilizzò poco l'aeronautica e comunque i pochi velivoli erano pilotati da aviatori russi. Al velivolo di von Rosen venne assegnata la denominazione F.1.
La forza aerea venne fondata ufficialmente e chiamata "Suomen ilmavoimat" durante quei primi anni di combattimenti divenendo una delle più vecchie forze aeree autonome a livello mondiale. La RAF verrà infatti fondata come forza indipendente solo il 1º aprile 1918 e la svedese Svenska flygvapnet il 1925.
Von Rosen aveva dipinto il suo personale simbolo portafortuna sul suo Thulin Typ D. Questo simbolo, una svastica di colore blu ed antico simbolo di buona fortuna, venne adottato come insegna di Ilmavoimat. La coccarda circolare su sfondo bianco è stata creata quando i finlandesi hanno cercato di dipingere il nuovo simbolo sopra la scritta pubblicitaria della scuola di volo della Thulin. La svastica è stata ufficialmente adottata dopo un ordine di Mannerheim il 18 marzo 1918 ed è rimasta in uso fino al 1945, quando è stata sostituita con una tradizionale livrea a tre colori concentrici. Il cambiamento venne imposto da un decreto emesso dalla commissione di controllo alleata che prescriveva l'abbandono di qualsiasi simbolo che presentasse croci uncinate al suo interno. Tuttavia, la svastica originale può ancora essere trovata in alcune bandiere di reggimento e sulle medaglie, in particolare inerenti alla forza aerea.
L'F.1 rimase distrutto in un incidente, uccidendo il suo equipaggio, non molto tempo dopo che era stato consegnato ai finlandesi. Il 7 settembre 1920, due idrovolanti Savoia SIAI S.9 appena acquistati si schiantano sulle Alpi svizzere mentre erano in rotta verso la Finlandia, uccidendo tutte le persone a bordo (tre finlandesi ed un italiano). Il 7 settembre viene da allora utilizzato come ricorrenza per ricordare tutti i piloti rimasti uccisi.
L'Ilmavoimat assegna ai suoi velivoli un numero di matricola basato su un codice alfanumerico di due lettere seguite da trattino e da un numero identificativo. Il codice a due lettere si riferisce al nome del tipo di aereo, ad esempio HN per gli F/A-18 Hornet, DK per i Saab J-35 Draken, VN per il Valmet L-70 Vinka.

### La guerra d'inverno
La guerra d'inverno ebbe inizio il 30 novembre 1939, quando la Sovetskie Voenno-vozdušnye sily, l'aeronautica militare sovietica, attaccò, bombardandole, 21 città e comuni in territorio finlandese. Le stime valutano che nel 1939 i sovietici erano in possesso di circa 5 000 aerei da combattimento, e di questi circa 700 caccia ed 800 bombardieri medi vennero spostati vicino al confine finlandese per sostenere le operazioni dell'Armata Rossa. Come con la maggior parte dei bombardamenti aerei nelle prime fasi della seconda guerra mondiale, i danni inferti all'industria ed alle ferrovie finlandesi erano piuttosto limitati.

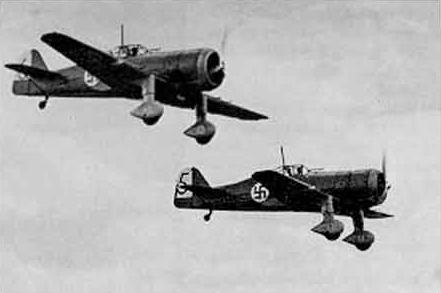
Un paio di Fokker D.XXI in forza all'Ilmavoimat.

All'inizio della guerra d'inverno, l'Ilmavoimat era equipaggiata con solo 17 bombardieri e 31 caccia. Erano presenti anche 54 aerei da collegamento, ma 20 di questi sono stati utilizzati solo per lo scambio posta. La maggior parte dei velivoli moderni che formavano la flotta finlandese erano i bombardieri britannici Bristol Blenheim prodotti su licenza in territorio nazionale. Il caccia di prima linea era il Fokker D.XXI, un velivolo economicamente vantaggioso, dotato di buona manovrabilità benché fosse caratterizzato da una tecnica costruttiva, a tecnica mista ed a carrello fisso, oramai superata. la disparità di forze in campo era evidentemente a favore dei sovietici.
Al fine di prevenire la distruzione dei loro apparecchi con attacchi al suolo, i finlandesi dispersero la propria flotta in molti diversi aeroporti nascondendo i velivoli tra gli alberi delle vicine foreste. Vennero costruiti molti velivoli-esca fasulli e pareti di protezione dai frammenti di proiettile per i velivoli autentici. Come risultato, i raid aerei sovietici sugli aeroporti finlandesi hanno causato solitamente poco o nessun danno, anzi spesso i bombardieri avversari riuscivano ad essere intercettati dai caccia della Ilmavoimat mentre erano di ritorno.
Durante il proseguimento della guerra, i finlandesi hanno provato disperatamente a comprare mezzi aerei dovunque potesse esistere un mercato che offriva opportunità di acquisto. Una simile politica ebbe però come conseguenza un parco velivoli molto eterogeneo, peraltro causa di alcuni gravi problemi logistici, situazione che comunque andò migliorando nei mesi a seguire. L'aeronautica finlandese era così composta da velivoli di produzione statunitense, britannica, cecoslovacca, olandese, francese, tedesca, italiana, sovietica e svedese. Altri paesi, come il Sudafrica e la Danimarca, cedettero velivoli senza richiedere alcun compenso. Molti di questi non arrivarono che alla conclusione delle ostilità, ma vennero comunque successivamente utilizzati in azione durante le successive guerre di continuazione e di Lapponia.
Per compensare le sue debolezze causate dai pochi e superati caccia in dotazione, i piloti in forza all'Ilmavoimat focalizzarono gli attacchi ai bombardieri nemici solo quando erano a proprio netto vantaggio. I caccia sovietici erano generalmente superiori come potenza di fuoco, velocità e manovrabilità, per cui dovevano essere evitati il più possibile scontri a meno che non fossero in posizione di vantaggio. Un buon esempio di utilizzo di questa tattica è stata l'attacco a sorpresa alla base aerea di Immola alla fine del febbraio 1940 da parte di circa 40 caccia sovietici. I Fokker D.XXI ed i Gloster Gladiator finlandesi si alzarono subito in volo per ingaggiare il nemico ma negli scontri subirono sette perdite contro solo i 4 avversari sovietici abbattuti.
Come risultato di queste tattiche, l'Ilmavoimat riuscì ad abbattere 218 aerei sovietici durante la guerra d'inverno, perdendone solamente 47 per il fuoco nemico. Le postazioni antiaeree confermarono inoltre altri 314 abbattimenti, e 30 aerei sovietici furono catturati.

## Gradi

### Ufficiali
| Codice NATO | OF-10           | OF-9                        | OF-8                                               | OF-7                                      | OF-6                                           | OF-5                       | OF-4                                              | OF-3                    | OF-2                       | OF-1                                       | OF-1                          | OF-1                      | OF-D                                             | OF-D                                       |
| ----------- | --------------- | --------------------------- | -------------------------------------------------- | ----------------------------------------- | ---------------------------------------------- | -------------------------- | ------------------------------------------------- | ----------------------- | -------------------------- | ------------------------------------------ | ----------------------------- | ------------------------- | ------------------------------------------------ | ------------------------------------------ |
| Finlandia   | Non equivalente |                             |                                                    |                                           |                                                |                            |                                                   |                         |                            |                                            |                               |                           |                                                  |                                            |
| Finlandia   | Non equivalente | Kenraali General (Generale) | Kenraaliluutnantti Generallöjtnant (T.te generale) | Kenraalimajuri Generalmajor M.re generale | Prikaatikenraali Brigadgeneral (B.re generale) | Eversti Överste Colonnello | Everstiluutnantti Överstelöjtnant T.te colonnello | Majuri Major (Maggiore) | Kapteeni Kapten (Capitano) | Yliluutnantti Premiärlöjtnant (1° Tenente) | Luutnantti Löjtnant (Tenente) | Vänrikki Fänrik (Alfiere) | Upseerikokelas Officersaspirant (Asp. Ufficiale) | Upseerioppilas Officerselev All. Ufficiale |

### Sottufficiali e comuni
| Codice NATO | OR-9           | OR-9           | OR-9           | OR-9           | OR-9           | OR-9           | OR-8          | OR-8          | OR-7      | OR-7      | OR-6         | OR-6         | OR-6         | OR-6         | OR-6         | OR-6         | OR-5      | OR-5      | OR-5      | OR-5      | OR-5      | OR-5      | OR-4          | OR-4          | OR-4          | OR-4          | OR-3            | OR-3            | OR-2      | OR-2      | OR-2      | OR-2      | OR-2      | OR-2      | OR-1     | OR-1     |
| ----------- | -------------- | -------------- | -------------- | -------------- | -------------- | -------------- | ------------- | ------------- | --------- | --------- | ------------ | ------------ | ------------ | ------------ | ------------ | ------------ | --------- | --------- | --------- | --------- | --------- | --------- | ------------- | ------------- | ------------- | ------------- | --------------- | --------------- | --------- | --------- | --------- | --------- | --------- | --------- | -------- | -------- |
| Finlandia   |                |                |                |                |                |                |               |               |           |           |              |              |              |              |              |              |           |           |           |           |           |           |               |               |               |               | Non equivalente | Non equivalente |           |           |           |           |           |           |          |          |
| Finlandia   | Sotilasmestari | Sotilasmestari | Sotilasmestari | Sotilasmestari | Sotilasmestari | Sotilasmestari | Ylivääpeli    | Ylivääpeli    | Vääpeli   | Vääpeli   | Ylikersantti | Ylikersantti | Ylikersantti | Ylikersantti | Ylikersantti | Ylikersantti | Kersantti | Kersantti | Kersantti | Kersantti | Kersantti | Kersantti | Alikersantti  | Alikersantti  | Alikersantti  | Alikersantti  | Non equivalente | Non equivalente | Korpraali | Korpraali | Korpraali | Korpraali | Korpraali | Korpraali | Sotamies | Sotamies |
| Finlandia   | Militärmästare | Militärmästare | Militärmästare | Militärmästare | Militärmästare | Militärmästare | Överfältväbel | Överfältväbel | Fältväbel | Fältväbel | Översergeant | Översergeant | Översergeant | Översergeant | Översergeant | Översergeant | Sergeant  | Sergeant  | Sergeant  | Sergeant  | Sergeant  | Sergeant  | Undersergeant | Undersergeant | Undersergeant | Undersergeant | Non equivalente | Non equivalente | Korpral   | Korpral   | Korpral   | Korpral   | Korpral   | Korpral   | Soldat   | Soldat   |

## Aeromobili in uso
Sezione aggiornata annualmente in base al World Air Force di Flightglobal del corrente anno. Tale dossier non contempla UAV, aerei da trasporto VIP ed eventuali incidenti accorsi durante l'anno della sua pubblicazione. Modifiche giornaliere o mensili che potrebbero portare a discordanze nel tipo di modelli in servizio e nel loro numero rispetto a WAF, vengono apportate in base a siti specializzati, periodici mensili e bimestrali. Tali modifiche vengono apportate onde rendere quanto più aggiornata la tabella.
| Aeromobile                        | Origine     | Tipo                                   | Versione (denominazione locale) | In servizio (2024) | Note | Immagine |
| Aerei da combattimento            |             |                                        |                                 |                    | |          |
| Boeing F/A-18 Hornet              | Stati Uniti | cacciabombardiereconversione operativa | F-18CF-18D                      | 547                | 57 F-18C e 7 F-18D (in Finlandia non è utilizzata la denominazione F/A-18), furono consegnati tra il novembre 1995 e l'agosto 2000. Il 9 dicembre 2016 Patria ha completato il secondo MLU (Middle Life Update, aggiornamento di mezza vita) dell'intera flotta di Hornet                                          |          |
| Lockheed Martin F-35 Lightning II | Stati Uniti | cacciabombardiere                      | F-35A                           | 0                  | Il 10 dicembre 2021, la Finlandia ha selezionato l'F-35A quale nuovo caccia, con un fabbisogno di 64 esemplari da consegnarsi a partire dal 2026. Il contratto per 64 F-35A da consegnarsi tra il 2026 e il 2030 è stato firmato l'11 febbraio 2022.                                                               |          |
| Aerei per impieghi speciali       |             |                                        |                                 |                    | |          |
| Airbus C-295                      | Spagna      | SIGINT                                 | C-295M                          | 1                  | 1 C-295M Sigint consegnato. Marche CC-1, CN035. Il sistema SIGINT è fornito dalla Lockheed Martin Information Systems & Global Services-Defense |          |
| Aerei da trasporto                |             |                                        |                                 |                    | |          |
| Airbus C-295                      | Spagna      | aereo da trasporto tattico             | C295M                           | 2                  | 2 C-295M consegnati. |          |
| Learjet 35                        | Stati Uniti | aereo da collegamento                  | Lj35A                           | 3                  | 3 Lj-35A entrati in servizio a partire dal 31 ottobre 1982. Oltre al trasporto aereo possono essere convertiti in aerei da guerra elettronica dotandoli della suite elettronica ELT 263. |          |
| Pilatus PC-12                     | Svizzera    | aereo da collegamento                  | PC-12NG                         | 6                  | 6 PC-12NG consegnati. |          |
| Aerei da addestramento            |             |                                        |                                 |                    | |          |
| BAE Hawk                          | Regno Unito | aereo da addestramento                 | Mk.51Mk.51AMk.66                | 716                | 48 Mk.51 e 7 Mk.51 acquistati agli inizi degli anni novanta. 18 Mk.66 acquistati dall'aviazione svizzera e 8 Mk.51A sono stati sottoposti ad un programma di aggiornamento. Due dei 18 Hawk Mk.66 ex svizzeri sono stati persi in un incidente il 13 novembre 2013. Un Hawk Mk.51 è stato perso il 15 maggio 2023. |          |
| Grob G 115                        | Germania    | aereo da addestramento basico          | G 115E                          | 28                 | 28 G 115E acquistati usati dalla britannica Babcock International ad ottobre 2016, e consegnati tra la fine dello stesso anno e il 2017. |          |

## Aeromobili ritirati
- Valmet L-70 Vinka - 30 esemplari (1980-2022)[21][22][8][23]
- Fokker F27-100 SIGINT
- Mikoyan-Gurevich MiG-21F-12 Fishbed-C
- Mikoyan-Gurevich MiG-21bis Fishbed-L
- Mikoyan-Gurevich MiG-21U/UM
- Mikoyan-Gurevich MiG-15UTI
- Saab J 35BS Draken
- Saab SK 35CS Draken
- Saab J 35FS Draken
- Saab J 35XS Draken
- Fouga CM-170R Magister
- Folland Gnat Mk.1
- De Havilland D.H.100 Vampire Mk. 52
- De Havilland D.H.100 Vampire T Mk. 55
- Agusta Bell 206A
- Saab 91D Safir
- Britten-Norman BN-2A Islander
- Cessna 402B Businessliner
- Piper PA-28R-200 Arrow II
- Piper PA-31 Navajo
- Mil Mi-8P Hip-C
- Mil Mi-8T Hip-C
- Mil Mi-1 Hare
- Mil Mi-4 Hound
- Sud-Aviation S.E.3130 Alouette II
- Ilyushin Il-28 Beagle
- Boeing B-17 Flying Fortress
- VL Myrsky
- VL Pyörremyrsky
- VL Pyry
- VL VIIMA 11A
- Brewster F2A Buffalo
- Mörkö-Morane MS.406
- Messerschmitt Bf 109 G-2
- Caudron C.714
- Hanriot H.232
- Arado Ar 196
- Bücker Bü 131 Jungmann
- Dornier Do 17
- Dornier Do 22 (acquisizione di un precedente ordine lettone)
- Fiesler Fi 156 Storch
- Focke-Wulf Fw 44
- Heinkel He 59
- Heinkel He 115
- Junkers Ju 88
- Junkers W 34
- Fiat G.50 Freccia
- Fokker C.V
- Fokker C.X
- Fokker D.XXI
- Fokker G.I
- Koolhoven F.K.52
- Høver M.F.11
- Avro Anson
- Blackburn Ripon
- Bristol Blenheim
- Bristol Bulldog
- de Havilland DH.86 Express
- Gloster Gauntlet
- Gloster Gladiator
- Hawker Hart (4 esemplari pilotati da volontari della Svenska Flygvapnet)
- Hawker Hurricane
- Westland Lysander
- Curtiss P-36
- Douglas C-47
- Lévy-Le Pen HB2